# Луцій II
Луцій II (лат. Lucius; ? — 15 лютого 1145) — сто шістдесят п'ятий папа Римський (9 березня 1144— 15 лютого 1145), народився у Болоньї. Був скарбником Римської церкви, пізніше папським легатом у Німеччині.
Його понтифікат характеризувався утворенням у Римі революційної республіки, яка мала намір позбавити папу влади, а також визнанням Португалією папського сюзеренітету.
У 1144 році папа зустрівся з Рожером II Сицилійським у Чепрано для з'ясування його обов'язків як папського васала. Луцій II був змушений під погрозою застосування сили погодитись на умови Рожера.
Римський патрицій Джордано П'єрлеоні виступив з військом проти невеликого загону папи. Луцій II отримав поранення від удару каменем і помер.